# 大野町 (愛知県八名郡)
大野町（おおのちょう）は、かつて愛知県八名郡に存在した町である。
豊川の支流宇連川の左岸を町の範囲とした。1889年（明治22年）の町村制施行により大野村として発足、1892年（明治25年）に町制を施行し大野町となった。
1956年（昭和31年）に周囲の自治体と合併して鳳来町の一部となり、消滅した。2005年（平成17年）に鳳来町が新城市に編入されたため、現在では同市の一部である。
鳳来寺と秋葉山本宮秋葉神社を結ぶ秋葉街道と、豊橋と別所を結ぶ別所街道が交差する宿場として栄え、明治時代には養蚕の集散地となった。また、1896年（明治29年）に東三河初の民間金融機関として大野銀行（東海銀行、三菱東京UFJ銀行の前身の一つ）が設立されたを背景に東三河の金融の中心地としても発展した。現在も古い町並みが残り、旧大野銀行本店の店舗は大野宿鳳来館という喫茶店兼ギャラリーとして運用されている。
2016年（平成28年）3月時点で、約400世帯・約1,200人が居住している。

## 歴史
前身は大野村である。周囲の村と同様に天正18年（1590年）に吉田藩領（池田輝政領）、ついで慶長5年（1600年）に徳川氏領（幕府成立後は幕府領）となった。以降江戸時代を通じて幕府領であり、そのまま明治を迎えた。
町村制が施行された1889年（明治22年）10月1日、大野村の北から東にかけて存在した睦平村・細川村・名号村・名越村・井代村・能登瀬村の6村と合併し、（新）大野村が成立した。7つの大字を持つ村となったが、翌1890年（明治23年）10月20日に7つの村が分立する旧の形態に戻り、大野村は大字を持たない（江戸期からの）旧大野村の範囲に縮小した。1892年（明治25年）4月18日にこの大野村は町制を施行し、大野町に改称した。なお、大野村を除く6村は1906年（明治39年）高岡村を加えて合併し、七郷村を発足させている。
そのまま町域の変化はないまま推移していたが、昭和の大合併の中で、1956年（昭和31年）4月1日に七郷村や南設楽郡長篠村・鳳来寺村と合併して鳳来町の一部となった。旧大野町の範囲は鳳来町の大字「大野」として継承され、2005年（平成17年）の新城市への合併後は同市の大字に移行している。

## 地理
宇連川の左岸に位置し、町の西端を宇連川が流れていた。川の対岸は北設楽郡長篠村の富栄に相当する。宇連川左岸を南へ向かうと舟着村、北へ向かうと七郷村井代であり、町内で宇連川に合流する阿寺川沿いを東へ向かうと山吉田村下吉田の阿寺地区、真立川沿いを東へ向かうと七郷村睦平となる。

## 教育
町内には、町立の小学校1校と、隣接する七郷村との組合立の中学校1校が存在した。
- 大野町立大野小学校 - 1873年（明治6年）開校。1976年（昭和51年）に周囲の学校を統合し、鳳来町立東陽小学校に改称[4]。2005年（平成17年）には新城市立東陽小学校に改称している。
- 大野町・七郷村組合立東陽中学校 - 1947年（昭和22年）に大野町立大野中学校として開校。1949年（昭和24年）に七郷村の中学校2校を統合し、大野町・七郷村組合立東陽中学校に改称した。1956年（昭和31年）に鳳来町立東陽中学校となり、1972年（昭和47年）に鳳来町の1町1中学校化が完了した際には、鳳来町立鳳来中学校（長篠）に統合され廃校となった[4]。

## 電気
大野町では、1938年（昭和13年）にかけて町内にある事業者が電気の供給にあたっていた。1912年（明治45年）に町内最初の電気事業を開業した製材業者の「大野製材合資会社」と、その電気事業を1919年（大正8年）に引き継いだ、町の有力者大橋正太郎が設立した「大野電気株式会社」の2社がそれにあたる。大野電気時代には町外にも配電された。町内事業者による電気事業は1938年に大野電気が中央電力へと統合されたことで姿を消した。

## 娯楽
- 春日座 - 劇場・映画館[7]。